# Lista siturilor arheologice din județul Sibiu - R
Lista siturilor arheologice din județul Sibiu - R conține toate siturile arheologice din județul Sibiu înscrise în Repertoriul Arheologic Național (RAN) și aflate în localități al căror nume începe cu litera R. RAN este administrat de Ministerul Culturii și Patrimoniului Național și cuprinde date științifice, cartografice, topografice, imagini și planuri, precum și orice alte informații privitoare la zonele cu potențial arheologic, studiate sau nu, încă existente sau dispărute.
Puteți căuta un sit din localitățile care încep cu litera R folosind formularul de mai jos sau puteți naviga prin toate siturile din județ la Lista siturilor arheologice din județul Sibiu.
| Cod RAN                                    | Denumire | Localitate                              | Adresă                       | Datare                                  | Descoperit | Coordonate | Imagine           | Erori            |
| ------------------------------------------ | --- | --------------------------------------- | ---------------------------- | --------------------------------------- | ---------- | ---------- | ----------------- | ---------------- |
| 143539.01.01 (Cod LMI: SB-I-s-B-11986)     | Fortificația medievală de la Rășinari - La Gânza / ansamblu anonim (Categorie: locuire) (Tip: Fortificație)                               | sat Rășinari, comuna Rășinari           | La Gânza                     | sec. XIII - XIV                         |            |            | Încărcați imagine | Raportați eroare |
| 145417.01.01 (Cod LMI: SB-I-s-B-11987)     | Așezarea romană de la Roșia - Kramor, Krannerech / ansamblu anonim (Categorie: locuire civilă) (Tip: Așezare rurală)                      | sat Rosia, comuna Roșia                 | Kramor, Krannerech           | sec. II - III                           |            |            | Încărcați imagine | Raportați eroare |
| 145818.01.01 (Cod LMI: SB-I-s-B-11988)     | Așezarea romană de la Rusciori / ansamblu anonim (Categorie: locuire civilă) (Tip: Așezare)                                               | sat Rusciori, comuna Șura Mică          |                              | sec. II - III                           |            |            | Încărcați imagine | Raportați eroare |
| 145649.01.01                               | Situl arheologic de la Ruși - "Sub Mesteacăn" / ansamblu anonim (Categorie: locuire civilă) (Tip: Așezare)                                | sat Ruși, comuna Slimnic                | Sub Mesteacăn                | geto-dacică                             |            |            | Încărcați imagine | Raportați eroare |
| 145649.01.02                               | Situl arheologic de la Ruși - "Sub Mesteacăn" / ansamblu anonim (Categorie: locuire civilă) (Tip: Așezare)                                | sat Ruși, comuna Slimnic                | Sub Mesteacăn                | sec. II - III                           |            |            | Încărcați imagine | Raportați eroare |
| 143717.01.01 (Cod LMI: SB-II-m-A-12527.01) | Biserica Evanghelică fortificată din Ruja / ansamblu anonim (Categorie: structură de cult/religioasă) (Tip: Biserică)                     | localitate componentă Ruja, oraș Agnita |                              | sec. XIII                               |            |            | Încărcați imagine | Raportați eroare |
| 143717.01.02 (Cod LMI: SB-II-m-A-12527.02) | Biserica Evanghelică fortificată din Ruja / ansamblu anonim (Categorie: structură de cult/religioasă) (Tip: incinta)                      | localitate componentă Ruja, oraș Agnita |                              | sec. XIII                               |            |            | Încărcați imagine | Raportați eroare |
| 143717.02.01                               | Așezări neo-eneolitice la Ruja - Târgu Ielelor, Ușa Grapaturi / ansamblu anonim (Categorie: locuire civilă) (Tip: Așezare)                | localitate componentă Ruja, oraș Agnita | Târgu Ielelor, Ușa Grapaturi |                                         |            |            | Încărcați imagine | Raportați eroare |
| 145417.02.01 (Cod LMI: SB-II-m-A-12526.01) | Biserica fortificată medievală din Roșia / ansamblu anonim (Categorie: structură de cult/religioasă) (Tip: Biserică)                      | sat Rosia, comuna Roșia                 | 245                          | înc. sec. al XIII-lea                   |            |            | Încărcați imagine | Raportați eroare |
| 145417.02.02 (Cod LMI: SB-II-m-A-12526.02) | Biserica fortificată medievală din Roșia / ansamblu anonim (Categorie: structură de cult/religioasă) (Tip: Ruine de fortificații)         | sat Rosia, comuna Roșia                 | 245                          | sec. al XIII-lea                        |            |            | Încărcați imagine | Raportați eroare |
| 145818.02.01 (Cod LMI: SB-II-m-B-12528)    | Biserica evanghelică din Rusciori / ansamblu anonim (Categorie: structură de cult/religioasă) (Tip: Biserică)                             | sat Rusciori, comuna Șura Mică          | 94                           | sec. al XIII-lea                        |            |            | Încărcați imagine | Raportați eroare |
| 145649.02.05 (Cod LMI: SB-II-m-B-12529.02) | Situl Bisericii evanghelice fortificate din Ruși / ansamblu anonim (Categorie: structură de cult/religioasă) (Tip: Incintă cu clopotniță) | sat Ruși, comuna Slimnic                | 44                           | sec. al XVIII-lea                       |            |            | Încărcați imagine | Raportați eroare |
| 145649.02.02 (Cod LMI: SB-II-m-B-12529.01) | Situl Bisericii evanghelice fortificate din Ruși / ansamblu anonim (Categorie: structură de cult/religioasă) (Tip: Biserică)              | sat Ruși, comuna Slimnic                | 44                           | 1782 - 1783                             |            |            | Încărcați imagine | Raportați eroare |
| 145649.02.01                               | Situl Bisericii evanghelice fortificate din Ruși / ansamblu anonim (Categorie: structură de cult/religioasă) (Tip: Biserică)              | sat Ruși, comuna Slimnic                | 44                           | a doua jumătate a secolului XVII (1641) |            |            | Încărcați imagine | Raportați eroare |
| 145649.02.04                               | Situl Bisericii evanghelice fortificate din Ruși / ansamblu anonim (Categorie: structură de cult/religioasă) (Tip: Biserică)              | sat Ruși, comuna Slimnic                | 44                           | sec.XVII -a doua jumătate a sec. XVIII  |            |            | Încărcați imagine | Raportați eroare |
| 145364.01.01                               | Situl arheologic de la Racovița - Zona Bâlea / ansamblu anonim (Categorie: locuire) (Tip: Așezare)                                        | sat Racovița, comuna Racovița           | Zona Bâlea                   |                                         |            |            | Încărcați imagine | Raportați eroare |
| 145364.01.02                               | Situl arheologic de la Racovița - Zona Bâlea / ansamblu anonim (Categorie: locuire) (Tip: Așezare)                                        | sat Racovița, comuna Racovița           | Zona Bâlea                   |                                         |            |            | Încărcați imagine | Raportați eroare |
| 145364.02                                  | Toporaș de silex la Racovița - Grădina lui Cărțăoaia (Categorie: descoperire izolată) (Tip: obiect izolat)                                | sat Racovița, comuna Racovița           | Grădina lui Cărțăoaia        |                                         | 1972       |            | Încărcați imagine | Raportați eroare |
| 145088.01.01                               | Biserica luterană de la Răvășel / ansamblu anonim (Categorie: edificiu de cult) (Tip: Biserică)                                           | sat Răvășel, comuna Mihăileni           |                              | 1825                                    |            |            | Încărcați imagine | Raportați eroare |